# McCandless Township
McCandless Township is een plaats (census-designated place) in de Amerikaanse staat Pennsylvania en valt bestuurlijk gezien onder Allegheny County.

## Demografie
Bij de volkstelling in 2000 werd het aantal inwoners vastgesteld op 29.022.

## Geografie
Volgens het United States Census Bureau beslaat de plaats een oppervlakte van 43,1 km², waarvan 42,8 km² land en 0,3 km² water.

## Plaatsen in de nabije omgeving
De onderstaande figuur toont nabijgelegen plaatsen in een straal van 8 km rond McCandless Township.